# Siwalubanua
Siwalubanua is een bestuurslaag in het regentschap Nias Selatan van de provincie Noord-Sumatra, Indonesië. Siwalubanua telt 1888 inwoners (volkstelling 2010).